# Hernando de Alarcón (militare)
Hernando de Alarcón, in italiano Ferdinando Alarcon (Palomares del Campo, 1466 – Napoli, 17 gennaio 1540), è stato un militare spagnolo, attivo nel corso delle guerre d'Italia.

## Biografia
Hernando era il figlio primogenito di Diego Ruiz de Alarcón e della sua seconda moglie Isabel de Llanes y Santoyo. Oltre ad Hernando, la coppia ebbe altri quattro figli, ovvero Lope (vescovo di Bitonto tra il 1532 ed il 1537), Leonor (dama di compagnia della regina Giovanna e precettrice dell'Infanta Caterina), Maria e Isabel.
Dal lato paterno, la sua famiglia discendeva da Fernán Martínez de Ceballos, ricohombre castigliano. Questi aveva ottenuto da re Alfonso VIII di Castiglia il diritto di fregiarsi dell'appellativo Alarcón, avendo partecipato nel 1184 alla riconquista dell'omonima città castigliana, della quale era stato inoltre nominato alcalde, ottenendo anche il titolo di castellano dell'importante fortezza prospiciente il centro abitato (castillo de Alarcón).
Hernando lasciata a 16 anni la casa paterna iniziò il suo addestramento militare con gli zii Pedro Ruiz de Alarcón, signore di Valverde e Martín de Alarcón. Hernando prese parte alle sue prime azioni militari di rilievo nel contesto della guerra di Granada. Il giovane Hernando fu tra i guardiani del sultano Boabdil, detenuto nelle fortezze di Porcuna e di Moclín, dopo essere stato catturato nella battaglia di Lucena (1483).
Hernando giunse in Italia nel 1495 assieme allo zio Martín, combattendo agli ordini di Gonzalo Fernández de Córdoba. In Italia Hernando ebbe modo di perfezionare le sue capacità militari, che gli avrebbero in seguito consentito di introdurre nuove tattiche sul campo di battaglia maggiormente incentrate sul ruolo della fanteria.
Sotto il comando di Gonzalo Fernández de Córdoba, partecipò all'assedio di Cefalonia nel 1500 e alle operazioni militari condotte nell'ambito della guerra d'Italia del 1499-1504, prendendo parte alle battaglie di Seminara e Garigliano, insieme ad Antonio de Leyva, dove entrambi si meritarono il titolo onorifico di Señor. Alarcón fu nominato governatore di Taranto, facendo ritorno in Spagna alla conclusione della guerra.
Nel 1506 venne nominato governatore e capitano generale della provincia di Calabria.
Nel 1510 partecipò alla campagna militare promossa da Ferdinando il Cattolico che conquistò Bugia e Tripoli in Nord Africa; l'Alarcón ottenne in tale occasione la promozione a maestro di campo.
All'inizio della guerra della Lega di Cambrai nel 1508 tornò in Italia e combatté a fianco di Fabrizio Colonna; fu ferito e fatto prigioniero nella battaglia di Ravenna. Fu riscattato subito dopo e ritornò ad esercitare le sue mansioni in Calabria.
Nel 1516 Alarcòn fu nominato castellano ereditario dei castelli di terra e di mare di Brindisi, tenne la carica probabilmente fino alla morte, avendo quali luogotenenti Juan de Llanes per il castello di terra e Tristan Lopez Deoz per il castello di mare.
Nel 1529 fu nominato castellano di Trani. Alarcòn ebbe anche la carica di Provvisore dei castelli del regno, e alle sue cure si devono gli ampliamenti e adeguamenti delle mura e dei castelli delle città di Barletta, Trani, Monopoli, Brindisi, Taranto, Gallipoli. Il suo stemma è stato rinvenuto frammentario nel castello di Trani, e conservato al suo interno tra i reperti del museo, mentre campeggia ancora, insieme a quello dell'imperatore Carlo V, nel castello di terra di Brindisi.
Nel 1525 comandò l'avanguardia della cavalleria nella battaglia di Pavia, occupandosi successivamente della custodia del re Francesco I di Francia, catturato in battaglia, nonché del suo trasferimento inizialmente presso la Casa y Torre de los Lujanes, in seguito nel Real Alcázar di Madrid e del successivo viaggio a Bayonne dopo il suo rilascio. Per ricompensarlo dei suoi servigi Carlo V gli conferì in data 21 febbraio 1526 il titolo di marchese della Valle Siciliana. Tornò quindi in Italia, giungendovi alla conclusione delle operazioni militari condotte dall'Impero contro il Papa, culminate nel sacco di Roma del 1527. Papa Clemente VII, asserragliato a castel Sant'Angelo si consegnò agli imperiali, venendo posto sotto la custodia di Alarcón.
Nel 1535 fece parte della spedizione militare che prese parte all'assedio di Tunisi, in cui le forze imperiali di Carlo V attaccarono e presero la città difesa da Barbarossa.
Dopo il suo ritiro dalla vita militare, Alarcón morì a Napoli il 17 gennaio 1540.

### Matrimonio e discendenza
Hernando sposò la nobidonna Constanza de Lisón, originaria di Cordova.
Con la sua morte tutti suoi i beni e titoli (tra questi quello di marchese della Valle Siciliana, feudo che si estendeva nell'alta valle del Vomano e comprendente i territori delle odierne località di Leognano, Colledonico, Collalto, Acquaviva, Castelli, Forca di Valle, Isola del Gran Sasso d'Italia, Tossicia, Cerchiara, Pagliara, Intermesoli, Pietracamela, Fano Adriano e Cerqueto) passarono, a causa della mancanza di un erede maschio, all'unica figlia Isabella (ca. 1500-1551), che aveva sposato nel 1526 Pedro González de Mendoza. Quest'ultimo era il figlio di Alvaro de Mendoza (figlio secondogenito del II Duca dell'Infantado Íñigo López de Mendoza) e della sua consorte Teresa Carrillo de Castilla (figlia di Alfonso Carrillo de Acuña, discendente dal lato materno da Pietro I di Castiglia).
Il primogenito maschio della coppia secondo la volontà di Hernando de Alarcón, avrebbe dovuto chiamarsi Ferdinando e anteporre il cognome de Alarcón al de Mendoza, unificando in un unico emblema araldico le armi delle due discendenze. Oltre al summenzionato Ferdinando (sposatosi in prime nozze nel 1532 con Isabella Adorno, contessa di Rende e in seconde nozze nel 1542 con la primogenita di Pietro Antonio Sanseverino, Eleonora o Dianora Sanseverino, dalla quale ebbe discendenza), Isabella e Pedro ebbero altri quattro figli maschi:
- Diego, sposatosi con Claudia de Haro;
- Francesco, sposatosi con Vittoria Brancaccio;
- Juan, castellano del Castel Nuovo di Napoli, in seguito entrato nella Compagnia di Gesù e morto in giovane età nel 1556;
- Alvaro, signore di Bella, commendatore di Mestanza dell'Ordine di Calatrava e gentiluomo di camera di Filippo II di Spagna; successore del fratello quale castellano di Castel Nuovo, nella cui veste fu "carceriere" di Tommaso Campanella; sposò Ana Álvarez de Toledo y Osorio, figlia di Pedro Álvarez de Toledo y Zúñiga e della sua consorte María Osorio y Pimentel

e due figlie: 
- Ana (sposatasi con Lelio Carafa, marchese di Arienzo e in seguito con Carlo Caracciolo, conte di Sant'Angelo dei Lombardi)[5];
- Caterina (sposatasi con Gian Lorenzo Pappacoda).

Hernando de Alarcón ebbe inoltre almeno un figlio naturale, Fernando Ruiz de Alarcón, signore di Valera de Yuso e La Losa (morto nel 1582). Alcuni autori hanno avanzato l'ipotesi che la madre di Fernando sia stata Giovanna d'Aragona. Fernando Ruiz sposò Catalina Alvarez de Soto e successivamente Mayor de Uxena de Rojas. Dal primo matrimonio nacque Fernando Ruíz de Alarcón y Soto, i cui discendenti avrebbero dato origine al casato dei marchesi di Palomares del Duero. Dal secondo matrimonio nacque invece Diego Fernando de Alarcón (morto nel 1615), giurista e politico, il quale sposò Catalina de Covarrubias y Leyva (sorella di Sebastián de Covarrubias), da cui sarebbe nato Francisco de Alarcón de Covarrubias (1589-1675), vescovo e viceré ad interim di Navarra.